# Dan Wells
Pour les articles homonymes, voir Wells.
Œuvres principales
- Série John Wayne Cleaver
- Série Partials

Dan Wells, né le 4 mars 1977 dans l'Utah, est un écrivain américain.

## Biographie
Dan Wells est un romancier américain né dans l'Utah le 4 mars 1977. Il réside aujourd'hui à Orem.
Dan Wells a trouvé la reconnaissance grâce à son roman Je ne suis pas un serial killer paru en 2009 et premier épisode de la série John Wayne Cleaver publiée en France par Sonatine à partir de 2011.

## Œuvres

### SérieJohn Wayne Cleaver
1. Je ne suis pas un serial killer, Sonatine, 2011 ((en) I Am Not a Serial Killer, 2009)
2. Mr. Monster, Sonatine, 2012 ((en) Mr. Monster, 2010)
3. Nobody, Sonatine, 2013 ((en) I Don't Want To Kill You, 2011)
4. (en) Next of Kin, 2014
5. (en) The Devil's Only Friend, 2015
6. (en) Over Your Dead Body, 2016
7. (en) Nothing Left to Lose, 2017

### SériePartials
Préquelle (en) Isolation - A lost tale of the Partials sequence, 2012
1. Partials, Albin Michel, coll. Wiz, 2013 ((en) Partials, 2012)
2. Fragments, Albin Michel, coll. Wiz, 2014 ((en) Fragments, 2013)
3. Ruines, Albin Michel, coll. Wiz, 2015 ((en) Ruins, 2014)

### SérieMirador
1. (en) Bluescreen, 2016
2. (en) Ones and Zeroes, 2017
3. (en) Active Memory, 2018

### Romans indépendants
- (en) A Night of Blacker Darkness, 2011
- (en) The Hollow City, 2012
- (en) Extreme Makeover, 2016
- (en) Zero G, 2018